# Blohm & Voss BV 138
Blohm & Voss BV 138 från Blohm & Voss var ett spaningsflygplan i Luftwaffe under andra världskriget. Förutom sin uppgift som spaningsplan kunde planet transportera upp till 10 passagerare.